# 美洲無鰭鰩
美洲無鰭鰩（学名：Schroederobatis americana）為軟骨魚綱鰩目無鰭鰩科的一種。於1962年首次由亨利·布萊恩特·比奇洛和威廉·查爾斯·施羅德爾正式命名為Anacanthobatis americana，其模式產地位於格瑞納達和委內瑞拉之間，北緯11°35'，西經62°41'，1973年，南非魚類學家Hulley提出Schroederobatis亞屬，並且它仍然是該屬中唯一的物種。分布於中西大西洋加勒比海南部及南美洲北部海域，深度200至900公尺，本魚體盤呈心形，其寬度略大於長度，並且具有凸出的後邊緣，體盤的後尖端與身體不連接，並且延伸超過腹鰭的起點，吻尖長，末端有一根短而細的細絲，腹鰭的前葉長而細，與後葉明顯分開，尾細長，沒有背鰭，皮膚光滑，上表面顏色均勻呈灰褐色，下表面灰白色，至口後部有黑褐色斑駁，體長可達40公分，棲息在大陸坡沙泥底質海域，為深海底棲性魚類，屬肉食性，生活習性不明。